# Niv Adiri
Niv Adiri (hebräisch ניב אדירי‎; geboren 20. Jahrhundert in Kfar Vitkin, Israel) ist ein israelischer Tontechniker. Er erhielt bei der Oscarverleihung 2014 für seine Mitarbeit am Film Gravity einen Oscar für den besten Ton.

## Leben
Niv Adiri wuchs in Kfar Vitkin, einer kleinen Siedlung bei Netanja auf.  Er zog Anfang der 2000er-Jahre nach England, wo er seitdem als Sound Designer für Film und Fernsehen arbeitet. Seine Karriere begann mit der Dialogbearbeitung für den britischen Release des deutschen Zeichentrickfilms Lauras Stern. Seitdem wirkte er an mehr als 50 Filmen mit. 2009 erhielt er einen Golden Reel Award für seine Mitarbeit am Film Slumdog Millionär. Nominiert war er außerdem für An Education (2010) und 127 Hours (2011).
2013 wirkte er beim Ton des Weltall-Thrillers Gravity mit. Für die Arbeiten an diesem Film erhielt er 2014 zusammen mit Glenn Freemantle, Skip Lievsay, Christopher Benstead und Chris Munro einen BAFTA Award in der Kategorie Bester Ton. Später folgte ein Oscar-Gewinn in derselben Kategorie. Seine Arbeit wurde außerdem noch von der Cinema Audio Society, der Hollywood Post Alliance, der Motion Picture Sound Editors und der Online Film & Television Association ausgezeichnet. Außerdem erhielt er einen CinEuphoria Award und einen Satellite Award.
Adiri ist verheiratet und hat zwei Kinder.